# Träume
Albums de Françoise Hardy
One-Nine-Seven-Zero
(1969) Françoise in Italian
(1970)
Träume, est le second album de Françoise Hardy où toutes les chansons sont chantées en allemand. L’édition originale est parue en Allemagne, en janvier 1970. Cet album ne fut pas distribué en France, ni dans aucun autre pays.

## Rupture avec la scène et lesdisques Vogue
Françoise Hardy ayant honoré trois galas prévus à Kinshasa (Congo), du 7 au 9 juin 1968, son manager décide d’arrêter temporairement les tournées pour qu'elle puisse se consacrer à l’enregistrement de chansons en langues étrangères.
En son for intérieur, la chanteuse sait que cette pause sera prolongée indéfiniment car le trac récurrent et obsédant, les voyages incessants et les séparations lui sont éprouvants. Sa décision de ne plus faire de scène sera irrévocable fin 1969 ; ses prestations ne se feront plus que sur les plateaux de télévision – et le plus souvent en play-back.
Par ailleurs, Françoise Hardy est en désaccord sur plusieurs points avec ses associés en lien avec la maison Vogue. La rupture est consommée après une âpre bataille juridique où seuls les droits sur ses chansons produites par sa société Asparagus lui ont été concédés.
Libre de toutes contraintes, Françoise Hardy crée une nouvelle maison de production (Hypopotam) et s’associe avec la société Sonopresse – une filiale de la maison d’édition Hachette – pour assurer la distribution de ses disques en France.

### Productions discographiques allemandes de1969à1970
- SP (Single Playing) = Microsillon 45 tours 2 titres.
- LP (Long Playing) = Microsillon 33 tours/30 cm.
- 1969 : LP (compilation), Voilà, Productions Asparagus/Philips (844 367).
  - 6 titres en anglais + 6 titres en français.

- Mai 1969 : SP, Productions Asparagus/Philips (388 367 PF).

1. Souvenirs der ersten grossen Liebe
2. Einmal, wenn du gehst

- Janvier 1970 : SP, Production Hypopotam/Philips (6003 009).

1. Die roten Russenstiefel (Des bottes rouges de Russie)
2. Träume

- 1970 : LP (compilation), L’Heure bleue, Production Hypopotam/Philips (6305 007).
  - 6 titres en anglais.+ 6 titres en français dont un inédit : Des yeux d’enfants (F. Hardy).

- 1970 : LP, Träume, Production Hypopotam/Philips (6305 008), sujet de cet article.

## Composition de l’album
Cet album est composé de trois créations (qui ne seront pas adaptées en français) :
– Souvenirs der ersten großen Liebe
– Träume (cette chanson a été retenue pour figurer sur l’album de compilation intitulé Françoise.)
– Einmal, wenn du gehst
Neuf adaptations en allemand de précédents titres chantés en anglais ou en français par Françoise Hardy :
– Die roten Russenstiefel, adapté de Des bottes rouges de Russie, chanson enregistrée par Françoise Hardy en 1969 pour un super 45 tours.
– Bald ist so lange her, adapté de Soon Is Slipping Away, chanson enregistrée par Françoise Hardy en 1969 pour l’album One-Nine-Seven-Zero. La version française, écrite par Hugues de Courson et Patrick Modiano, intitulée À cloche-pied sur la Grande Muraille de Chine, reste inédite en France.
– Er muss reisen, adapté de Il voyage, chanson enregistrée par Françoise Hardy en 1969 pour un super 45 tours (cette chanson a été choisie pour figurer sur l’album de compilation intitulé Françoise).
– Fremde Schatten, adapté de Strange Shadows, chanson enregistrée par Françoise Hardy en 1969 sur l’album One-Nine-Seven-Zero. La version française, écrite par Pierre Delanoë sera enregistrée par Françoise Hardy sous le titre, L’Ombre, pour l’album Soleil.
– Das tut weh, adapté de Les Doigts dans la porte, chanson enregistrée par Françoise Hardy en 1969 pour un 45 tours 2 titres.
– Was mach' ich ohne dich, adapté de It Hurts to Say Goodbye, chanson dont la version française, écrite par Serge Gainsbourg, a été enregistrée par Françoise Hardy sous le titre, Comment te dire adieu, en 1968 pour l’album Comment te dire adieu.
– Wie im Kreis, adapté de All Because of You, chanson enregistrée par Françoise Hardy en 1969 pour l’album One-Nine-Seven-Zero.
– Höre auf den Nachtwind, adapté de Song of Winter, chanson enregistrée par Françoise Hardy en 1969 pour l’album One-Nine-Seven-Zero. La version française, intitulée Fleur de Lune, a été écrite et enregistrée par Françoise Hardy pour l’album Soleil.
– Zeig mir bei Nacht die Sterne, adapté de Je t’appartiens, chanson enregistrée par Gilbert Bécaud en 1955 pour un super 45 tours. La version anglaise, écrite par Mann Curtis en 1957, intitulée Let It be Me, a été reprise par Françoise Hardy pour l’album En anglais.

## Édition originale
Allemagne, janvier 1970 : Disque microsillon 33 tours/30cm, Träume, Production Hypopotam/Philips (6305 008).
Pochette ouvrante avec pop-up : photographies réalisées par Jean-Marie Périer.

### Liste des chansons
Les 12 chansons qui composent le disque ont été enregistrées en stéréophonie. Françoise Hardy est accompagnée par les orchestres de Jean-Claude Petit, de Jean-Claude Vannier, de Jean-Pierre Sabar, de Hans Hammerschmidt (de), de Saint-Preux et de Charles Blackwell.
| 1. | Die roten Russenstiefel (Des bottes rouges de Russie) | Walter Brandin (de) | André Popp         | Jean-Claude Petit       | 2:40 |
| 2. | Bald ist so lange her (Soon Is Slipping Away)         | Fred Jay (de)       | Tony Macaulay (en) | Jean-Claude Vannier     | 2:46 |
| 3. | Er muß reisen (Il voyage)                             | Walter Brandin      | Françoise Hardy    | Jean-Pierre Sabar       | 2:09 |
| 4. | Fremde Schatten (Strange Shadows)                     | Peter Lasch         | Tommy Brown        | Jean-Pierre Sabar       | 2:07 |
| 5. | Das tut weh (Les Doigts dans la porte)                | Max Colpet          | Ariel Silber       | Jean-Claude Vannier     | 1:48 |
| 6. | Souvenirs der ersten großen Liebe                     | Ralf Arnie (de)     | Klaus Munro (de)   | Hans Hammerschmidt (de) | 2:39 |

| 1. | Träume                                            | Fred Weyrich                       | Martin Böttcher    | Saint-Preux         | 3:06 |
| 2. | Einmal, wenn du gehst                             | Udo Jürgens                        | Udo Jürgens        | Hans Hammerschmidt  | 2:10 |
| 3. | Zeig mir bei Nacht die Sterne (Je t'appartiens)   | Hans Bradtke (de)                  | Gilbert Bécaud     | Charles Blackwell   | 2:40 |
| 4. | Was mach' ich ohne dich (It Hurts to Say Goodbye) | Walter Brandin (de)                | Arnold Goland      | Jean-Pierre Sabar   | 2:03 |
| 5. | Wie im Kreis (All Because of You)                 | Klaus Munro (de)                   | Scott English (en) | Jean-Claude Vannier | 2:25 |
| 6. | Höre auf den Nachtwind (Song of Winter)           | Dieter Rasch alias Ralf Arnie (de) | Tommy Brown        | Jean-Pierre Sabar   | 2:54 |

## Discographie liée à l’album
– SP (Single Playing) = Disque microsillon 45 tours 2 titres.
– CDS (Compact Disc Single) = Disque compact 2 titres.

### Éditions allemandes de 45 tours
- 1969 : SP, Productions Asparagus/Philips (388 367 PF).

1. Souvenirs der ersten grossen Liebe
2. Einmal, wenn du gehst

- 1970 : SP, Productions Asparagus/Philips (6003 009).

1. Die roten Russenstiefel (Des bottes rouges de Russie)
2. Träume

### Reprise de chanson

#### Träume
- Allemagne, mai 2016 : titre ayant fait l'objet d'un vidéo clip diffusé sur Internet à l’occasion de la sortie du 4e album d'Ofrin (de)[16], cependant cette reprise ne figure pas dans cet l'album.

### Chanson choisie pour le cinéma

#### Traüme
- France, 2000 : CDS promotionnel, Bande originale du film, Gouttes d'eau sur pierres brûlantes, réalisé par François Ozon, distribution Haut et court (15300).